# Gedächtnisverlust (Raumschiff Enterprise – Das nächste Jahrhundert)
Gedächtnisverlust (Originaltitel: Future Imperfect) ist die achte Folge der vierten Staffel der US-amerikanischen Science-Fiction-Fernsehserie Raumschiff Enterprise – Das nächste Jahrhundert. Sie wurde in den Vereinigten Staaten über Syndication vermarktet und erstmals am 12. November 1990 auf verschiedenen Fernsehsendern ausgestrahlt. In Deutschland war sie zum ersten Mal am 25. August 1993 in einer synchronisierten Fassung im ZDF zu sehen.

## Handlung
Im Jahr 2367 bei Sternzeit 44286.5 befindet sich die Enterprise in der Nähe der Romulanischen Neutralen Zone, als von dem unbewohnten Planeten Alpha Onias III ungewöhnliche Messwerte empfangen werden. Da es Gerüchte über eine geheime romulanische Militärbasis in dieser Gegend gibt, soll ein Außenteam dem nachgehen. Der erste Offizier Will Riker muss seine Geburtstagsparty unterbrechen und beamt zusammen mit Chefingenieur La Forge und Sicherheitschef Worf auf die Oberfläche. Die Untersuchung muss aber schnell wieder abgebrochen werden, da sich an der Landestelle Methan sammelt. Die Mitglieder des Außenteams drohen zu ersticken und Transporterchief Hubbell versucht, sie wieder auf die Enterprise zu beamen. Riker verliert das Bewusstsein.
Als er wieder zu sich kommt, befindet er sich auf der Krankenstation, wo ihm Schiffsärztin Beverly Crusher mitteilt, dass seit dem Vorfall auf Alpha Onias III inzwischen 16 Jahre vergangen sind. Er hatte sich damals mit altarianischer Enzephalitis infiziert, die jetzt wieder ausgebrochen ist, wodurch er alle Erinnerungen aus der Zeit nach der Infektion verloren hat. Crusher hofft, dass die Interaktion mit seiner vertrauten Umgebung die Erinnerung zurückbringen wird. Riker, inzwischen Captain der Enterprise, begibt sich auf die Brücke, wo sich für ihn so einiges verändert hat. Als sich ein romulanisches Kriegsschiff nähert, lässt Riker roten Alarm geben. Sein erster Offizier Data erinnert ihn daran, dass es zwischen den Romulanern und der Föderation inzwischen zu einem Friedensprozess gekommen ist. Das Schiff wurde erwartet, denn es transportiert einen Botschafter, der nun einen formellen Friedensvertrag unterzeichnen soll.
Von dem Schiff melden sich Admiral Picard, früher Captain der Enterprise, und seine Assistentin Deanna Troi, früher die Schiffsberaterin der Enterprise. Von ihnen erfährt Riker, dass er maßgeblich an den Friedensverhandlungen beteiligt war. Auch Troi versucht, ihrem alten Freund Riker über dessen Gedächtnisverlust hinwegzuhelfen. Sie führt ihn in sein Quartier, wo er unerwartet auf seinen Sohn trifft. Er hat keine Erinnerung an den Jungen, der Jean-Luc heißt, ebenso wenig an seine Mutter. Troi erklärt, seine Mutter hieß Min. Sie war ihre Nachfolgerin als Schiffsberaterin der Enterprise, doch sie starb vor zwei Jahren.
Riker fühlt sich durch seinen Gedächtnisverlust davon überfordert, die Friedensverhandlungen zu einem erfolgreichen Ende zu bringen, doch Picard und Troi versichern ihm, dass nur er dazu in der Lage wäre. Riker wird misstrauisch, als er erfährt, dass es sich bei dem romulanischen Botschafter um Tomalak handelt, einen früheren Raumschiffkommandanten und Gegenspieler der Besatzung der Enterprise. Auch stört es ihn, dass der Vertrag auf Außenposten 23 unterzeichnet werden soll. Seiner Erinnerung nach sollte dessen genauer Standort vor den Romulanern verborgen bleiben, doch laut Picard ist diese Geheimhaltung mittlerweile obsolet.
Als sich Jean-Luc eine Sportverletzung zuzieht, beschließt Riker, etwas mehr Zeit mit seinem Sohn zu verbringen. Dabei will er sich auch alte Videoaufzeichnungen seines Familienlebens ansehen. Wie schon einige Male zuvor hat der Computer Probleme, seine Befehle zu verarbeiten, doch schließlich gelingt es ihm, eine Aufnahme abzuspielen, auf der seine Frau zu sehen ist. Nach einem Moment des Zögerns wird ihm klar, dass er sie kennt: Min ist eine Frau namens Minuet, die er im Jahr 2364 kennengelernt hatte. Minuet war allerdings ein Hologramm und kann unmöglich die Mutter seines Sohnes sein. Riker wird sich bewusst, dass jemand ein falsches Spiel mit ihm treibt und ihm eine Scheinwelt vorgaukelt. Er begibt sich auf die Brücke und stellt seine Offiziere zur Rede. Als schließlich klar wird, dass er das Spiel durchschaut hat, verschwindet die Szenerie und Riker findet sich als Gefangener von Tomalak in einer romulanischen Basis wieder.
Tomalak erklärt, La Forge und Worf habe man zur Enterprise zurückkehren lassen. Riker wurde hingegen gefangen genommen, um von ihm den Standort von Außenposten 23 zu erfahren. Dazu wurde ein Nervenscanner benutzt. Da dieser jedoch auf romulanische Gehirne kalibriert ist, lässt er sich nur begrenzt bei Menschen anwenden. Riker konnte daher nicht gezwungen werden, den Standort preiszugeben. Stattdessen hat man auf seine Erinnerungen zurückgegriffen und daraus ein holografisches Zukunftsszenario kreiert. Leider kam es immer wieder zu auffälligen Zeitverzögerungen bei der Reaktion auf Rikers Befehle und seine Erinnerungen an Minuet waren so intensiv, dass die Romulaner sie irrtümlich für eine reale Person hielten.
Riker wird nun in eine Zelle gebracht und trifft dort auf einen weiteren Gefangenen. Es ist ein menschlicher Junge, der Ethan heißt und laut Tomalak als Vorbild für Rikers Sohn diente. Riker erlangt schnell sein Vertrauen und Ethan gibt an, der Sohn von Forschern zu sein, die auf einer nahe gelegenen Station dienen. Von dieser Station hat Riker allerdings noch nie gehört. Als Tomalak mit einer Wache zurückkommt, gelingt es Riker und Ethan, die beiden zu überwältigen. Ethan führt Riker in ein Versteck, in dem sie von den Scannern der Romulaner nicht erfasst werden können. Sie überlegen, wie sie fliehen können. Ethan will ein Shuttle stehlen, Riker hingegen will eine Nachricht an die Enterprise senden. Ethan entgegnet, dass die Kommunikationsanlage durch eine Stimmenidentifikation geschützt sei und nur von Botschafter Tomalak freigegeben werden könne. Diese Formulierung lässt Riker aufhorchen, denn Tomalak ist Commander. Botschafter war er nur in der holografischen Simulation, von deren Inhalt Ethan eigentlich nichts wissen dürfte.
Der Junge muss jetzt eingestehen, dass auch die romulanische Basis nur eine Illusion ist und in Wirklichkeit er hinter allem steckt. Er enthüllt, dass er kein Mensch ist, sondern ein Außerirdischer mit insektenartigem Körper. Sein wahrer Name ist Barash und seine Heimatwelt wurde von feindlichen Invasoren angegriffen. Zu seinem Schutz brachte ihn seine Mutter hierher und stattete ihn zu seiner Versorgung mit Computertechnologie, einschließlich eines Holodecks, aus. Seine Mutter wollte später zu ihm zurückkehren, doch es scheint, als habe sie ihr Versprechen nicht mehr halten können. Aus Einsamkeit hat er deshalb ein Szenario entwickelt, das Riker dazu bringen sollte, bei ihm zu bleiben. Schließlich gelingt es der Enterprise, Riker ausfindig zu machen. Er bietet Barash an, ihn aufs Schiff zu begleiten, wo er nie wieder einsam sein muss. Barash willigt ein und beide verlassen den Planeten.

## Verbindungen zu anderen Star-Trek-Produktionen
In Gedächtnisverlust wird die Figur Minuet aus Folge 1.15 (11001001) von Raumschiff Enterprise – Das nächste Jahrhundert aus dem Jahr 1988 wieder aufgegriffen.
In Barashs holografischer Illusion werden viele Dinge vorweggenommen, die in den späteren Star-Trek-Produktionen tatsächlich eintreten sollten:
- Die falsche Zukunftsversion von Deanna Troi trägt im Dienst eine Standard-Uniform. In der Doppelfolge 6.10/11 (Geheime Mission auf Celtris Drei) von Raumschiff Enterprise – Das nächste Jahrhundert aus dem Jahr 1992 wechselt sie ihre Zivilkleidung tatsächlich gegen eine Uniform.
- Es ist ein Ferengi als Besatzungsmitglied der Enterprise zu sehen. In der Serie Star Trek: Deep Space Nine wird die Nebenfigur Nog in Folge 3.25 (Facetten) von 1995 der erste Ferengi in der Sternenflotte.
- Geordi La Forge ist hier nicht mehr auf seinen VISOR angewiesen, da er über geklonte, funktionsfähige Augen verfügt. Im Spielfilm Star Trek: Der erste Kontakt von 1996 erhält er zunächst künstliche Implantate, die echten Augen ähnlich sehen. Im Spielfilm Star Trek: Der Aufstand von 1999 wachsen ihm schließlich echte Augen.
- Laut seinem von Barash gefälschten Lebenslauf wird Riker im Jahr 2370 Captain und übernimmt das Kommando eines Raumschiffs namens USS Titan. Im Spielfilm Star Trek: Nemesis von 2002, der allerdings erst 2379 spielt, wird Riker tatsächlich Captain des Raumschiffs USS Titan.
- Laut dem falschen Admiral Picard sollen die Föderation und die Romulaner im Jahr 2379 Frieden geschlossen haben. Dies entspricht der Handlungszeit des Spielfilms Star Trek: Nemesis, in dem es tatsächlich zu einem Friedensprozess zwischen den beiden Mächten kommt.
- Picard hat in der falschen Zukunft den Rang eines Admirals und ist zuständig für die Beziehungen zu den Romulanern. Tatsächlich wird er irgendwann zwischen 2379 und 2381 zum Admiral befördert und laut Vorgeschichte der zwischen 2020 und 2023 produzierten Serie Star Trek: Picard hätte er das Kommando einer Flotte übernehmen sollen, mit der der von einer Supernova bedrohte Planet Romulus evakuiert werden sollte.

## Produktion

### Drehbuch
Der Drehbuchentwurf zu dieser Folge stammte von dem Autorenduo J. Larry Carroll und David Bennett Carren. Showrunner Michael Piller war von der Idee begeistert. Er ließ die beiden die Geschichte weiter ausarbeiten; außerdem wurden Carroll und Carren für die folgenden 18 Episoden als Story editor engagiert. Der ursprüngliche Entwurf für Gedächtnisverlust enthielt nur Rikers Erwachen auf der zukünftigen Enterprise, was sich am Ende als Traum oder Illusion herausstellen sollte. Piller fehlte noch eine überraschende Wendung und Carren kam auf die Idee, vor die eigentliche Auflösung eine vermeintliche romulanische Täuschung einzubauen.
Durch den Einbau von Rikers vermeintlicher Entführung durch die Romulaner ergaben sich inhaltliche Parallelen zu dem auf Roald Dahls Kurzgeschichte Beware of the Dog basierenden Spielfilm 36 Stunden von 1965. In diesem wird 1944 ein amerikanischer Geheimdienstoffizier von Deutschen entführt. Mittels Drogen wird ihm vorgegaukelt, der Zweite Weltkrieg sei bereits seit Jahren vorbei und er leide an Gedächtnisverlust. So wollen die Deutschen ihm Informationen über die bevorstehende alliierte Landung in der Normandie entlocken.

### Darsteller
Die Hauptfigur Wesley Crusher (Wil Wheaton) hat in dieser Folge keinen Auftritt.
Patti Yasutake hat hier ihren ersten Auftritt als Krankenschwester Alyssa Ogawa – allerdings nur in holografischer Form. Sie spielte die reale Alyssa Ogawa später noch in 15 weiteren Folgen von Raumschiff Enterprise – Das nächste Jahrhundert und in zwei Spielfilmen.
Carolyn McCormick hatte in Folge 1.15 (11001001) bereits die holografische Minuet gespielt.
Todd Merrill hatte Lieutenant Gleason bereits in Folge 4.01 (Angriffsziel Erde) gespielt.
Dana Tjulander erhielt für ihre Darstellung von Barash in seiner realen Form keine Erwähnung in den Credits der Folge. Für Tjurlander war dies ihr einziger Auftritt in einer Fernsehproduktion.

### Kostüme und Requisiten
Die vermeintlichen zukünftigen Sternenflottenuniformen unterscheiden sich leicht von denen der Seriengegenwart. Die Rangabzeichen befinden sich nicht mehr am Kragen, sondern sind als schwarze, silberne oder goldene Streifen an den Kommunikatoren angebracht. Diese Kommunikatoren wurden in Folge 7.11 (Parallelen) von Raumschiff Enterprise – Das nächste Jahrhundert aus dem Jahr 1993 für Uniformen aus parallelen Realitäten wiederverwendet.

### Kulissen
Die Zukunftsversion der Enterprise wurde optisch auffällig überarbeitet:
- Am Untersuchungstisch auf der Krankenstation wurden zusätzliche Monitore angebracht.
- In den Gängen des Schiffs wurden an den Wandpaneelen waagerechte graue Streifen angebracht. Orange Türen erhielten rotbraune und graue Türen orange senkrechte Streifen.
- Auf der Brücke erhielten einige Konsolen sowie die große Stütze der taktischen Konsole einige orange Akzente. Die Vertäfelungen an den Seitenwänden wurden (wie schon in Folge 3.15 Die alte Enterprise) teilweise durch Bildschirme ersetzt.
- Auch die Inneneinrichtung des Bereitschaftsraums und der Beobachtungslounge wurde verändert.

Für die romulanische Basis wurden die etwas veränderten Kulissen des Borg-Schiffs aus der Doppelfolge 3.26/4.01 (In den Händen der Borg / Angriffsziel Erde) wiederverwendet.

## Rezeption
Keith DeCandido bewertete Gedächtnisverlust 2012 auf tor.com als eine durchschnittliche Folge von Raumschiff Enterprise – Das nächste Jahrhundert. Jonathan Frakes könne hier seine schauspielerischen Fähigkeiten gut unter Beweis stellen. Die holografische Fantasiewelt, die auf den Wünschen und Erfahrungen von Riker und Barash basiert, sei interessant, DeCandido fand jedoch, dass aus dieser Idee noch deutlich mehr hätte gemacht werden können. Sowohl das Alters-Make-up als auch die mangelnde charakterliche Weiterentwicklung der Zukunftsversionen der Hauptfiguren fand DeCandido wenig überzeugend.
Ed Gross listete Gedächtnisverlust 2016 auf empireonline.com in einer Aufstellung der 50 besten bis dahin ausgestrahlten Star-Trek-Folgen auf Platz 26.
Michael Weyer führte Gedächtnisverlust 2019 auf cbr.com in einer Liste der 20 besten Holodeck-Folgen im Star-Trek-Franchise auf Platz 5.